# Veer Towers
De Veer Towers (ook Veer) is een appartementencomplex op de Strip in Las Vegas, Nevada, Verenigde Staten. Het complex, bestaande uit twee torens van 37 verdiepingen, is ontwikkeld door MGM Resorts International als onderdeel van het CityCenter. De beide torens zijn eigendom van zowel MGM Resorts als van Infinity World Development, echter de uitvoerende tak behoort aan MGM Resorts toe.

## Geschiedenis

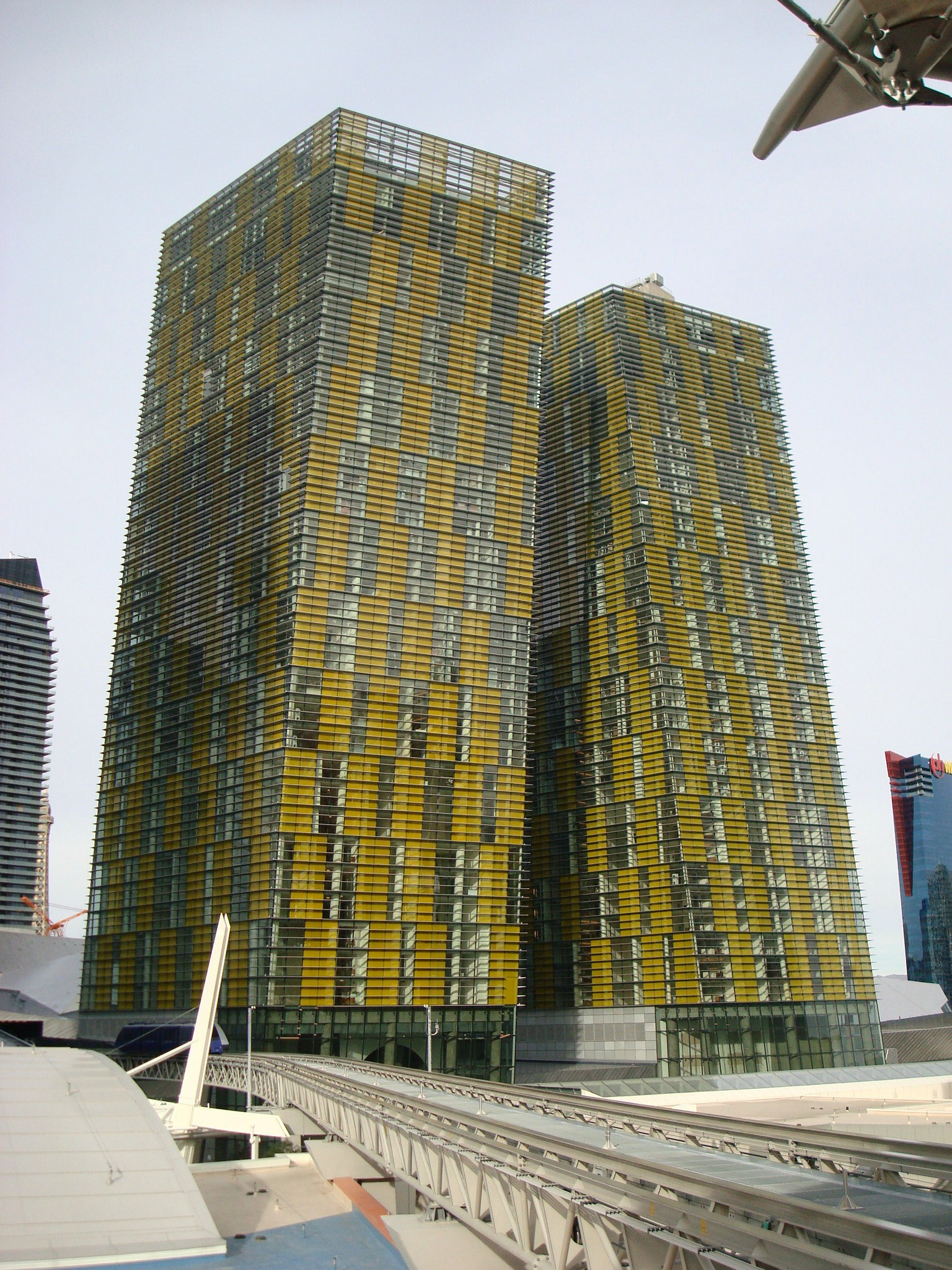
De Veer Towers van de CityCenter Tram halte bij het Aria en Park MGM

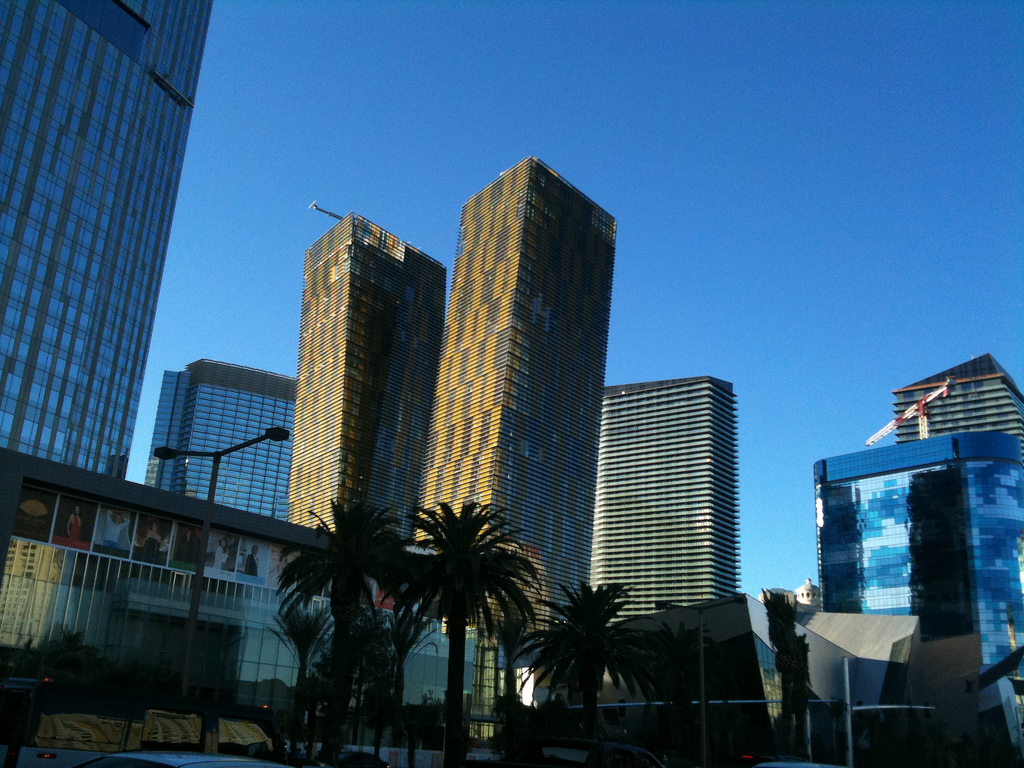
De Veer Towers gezien vanaf Las Vegas Boulevard

In 2004 werden de plannen voor het CityCenter aangekondigd, hiermee werden ook de Veer Towers aangekondigd. Nadat alle plannen uitgewerkt waren werd er in 2006 begonnen met het prepareren van de grond zodat er op 26 juni 2006 het eerste beton kon worden gegoten. In 2007 werd ook het beton gegoten voor het laatste gebouw, de Veer Towers.
De torens werden drie jaar later met vertraging op 14 juli 2010 geopend. Deze vertraging was vooral te wijten aan financiële problemen van MGM Resorts International tijdens de bouw in verband met de kredietcrisis. Dit zorgde ervoor dat het aannemersbureau van de Veer Towers MGM Resorts aanklaagde voor het niet betalen van rekeningen.

## Ligging
De Veer Towers zijn het geografische middelpunt van het CityCenter. Ze worden dan ook aan alle kanten omringd door andere gebouwen van het CityCenter. Zo is er de Waldorf Astoria Las Vegas aan de zuidkant en het Aria bevindt zich achter de torens en aan de noordkant. Aan de voorkant van de torens bevindt zich The Crystals.

## Ontwerp
De twee 150 meter hoge torens zijn ontworpen door Helmut Jahn, in opdracht van MGM Resorts International. Verder was Francisco Gonzalez-Pulido verantwoordelijk voor het design van de beide lobby's en Dianna Wong Architecture & Interior Design was verantwoordelijk voor het ontwerp van de appartementen.
De beide torens van het appartementencomplex leunen 5 graden in tegengestelde richting en huisvesten allebei een eigen lobby en de daarbij horende 337 kamers per toren. De bewoners van de appartementen hebben de beschikking over een fitnessruimte, conferentiecentrum en zakencentrum. Ook heeft elke toren zijn eigen zwembad op het dak van de torens en een eigen spa & beautysalon.
Bij het ontwerp van de torens is net als bij alle andere projecten van het CityCenter rekening gehouden met de milieuvriendelijkheid van het gebouw. Zo wisten ook de Veer Towers nog voor de opening van het project al het LEED Gold Certificaat binnen te halen.

## Appartementen
Net als bij het Vdara worden ook in de Veer Towers alle kamers individueel verkocht en hierbij hebben alle kopers de mogelijkheid om de kamer te verhuren wanneer er geen gebruik van wordt gemaakt. De verhuur van deze kamers wordt geregeld door MGM Resorts International. De kamers in de twee torens variëren van 46 m² tot 140 m².